# 신경영상
신경영상(神經映象, Neuroimaging, Brain imaging)은 다양한 기법을 사용해서 직접 또는 간접적으로 뇌의 구조, 기능, 약리학 구조를 영상화하는 것을 모두 포한다. 의학, 신경과학, 심리학 등의 학분에서 배우는 교과목이다. 뇌영상을 판독하는 데에 특별한 수련을 받은 의사들을 신경 영상의학 전공의라고 한다.

## 개요
뇌영상은 크게 두가지로 나눌 수 있다.
- 구조 영상: 뇌의 구조를 다루며 두개 내의 종양 등의 질병을 진단하는 데에 이용된다.
- 기능 영상: 신진대사 및 뇌의 기능과 관련된 질병을 진단하는데 사용되며, 신경학, 인지심리학 등의 분야에서는 뇌-컴퓨터 인터페이스를 만들기 위한 연구 목적으로 사용되기도 한다.

예컨데, 뇌에서 정보 처리가 일어나는 중추 영역들을 직접적으로 시각화하는 것이 가능하다. 뇌에서 정보 처리가 이루어질때 관련된 영역에서 신진대사가 증가하게 된다.

## 뇌영상 기술들

### 자기공명영상
자기공명영상(MRI)은 방사능 물질을 사용하지 않고 자기장과 전파를 사용하여 뇌 구조를 고해상도의 평면 또는 입체로 영상화 한다. 특정 질환의 여부를 판단하기 위해서 조영제를 사용하는 경우도 있다.

## 같이 보기
- 복셀 기반의 형태 계측
- 자기공명영상
- 통계적 매개변수 사상